# Vojvodina
Vojvodina (tudi vojvodstvo) je tip družbene ureditve, v kateri vlada vojvoda oz. vojvodinja. Po navadi je vojvodina v sklopu večje politične enote (po navadi kraljestva oz. cesarstva), 
nekatere pa so dosegle samostojnost in neodvisnost (npr. Luksemburg).

## V slovenski zgodovini
Današnje slovensko ozemlje je bilo v preteklosti del več dežel, med drugimi tudi treh vojvodin; Kranjske, Štajerske in Koroške.